# 赤松美和子
赤松 美和子（あかまつ みわこ、1977年-　）は、台湾文学研究者、大妻女子大学准教授、教授を経て日本大学文理学部中国語中国文化学科教授。NPO法人日本台湾教育支援研究者ネットワーク（SNET台湾）代表理事。
兵庫県生まれ。1996年兵庫県立龍野高等学校卒業、2001年広島大学文学部卒業、2008年お茶の水女子大学大学院人間文化研究科比較社会文化学専攻博士後期課程修了、博士（人文科学）。博士論文は、「戦後台湾における文学場形成と戒厳令解除後の文学」。
2010年大妻女子大学比較文化学部助教、2013年准教授、2022年教授。2024年日本大学教授。2022年、お茶の水女子大学賞第6回小泉郁子賞受賞。

## 著書
- 『台湾文学と文学キャンプ―読者と作家のインタラクティブな創造空間』東方書店 2012

### 共編著
- 『台湾を知るための60章』若松大祐共編 明石書店 2016
- 『台湾を知るための72章』若松大祐共編 明石書店 2022

### 翻訳
- 『台湾セクシュアル・マイノリティ文学[3]小説集――『新郎新“夫”』【ほか全六篇】 (台湾セクシュアル・マイノリティ文学 3) 黄英哲・白水紀子・垂水千恵編集 作品社 2009